# Getijdenboek van Vrelant

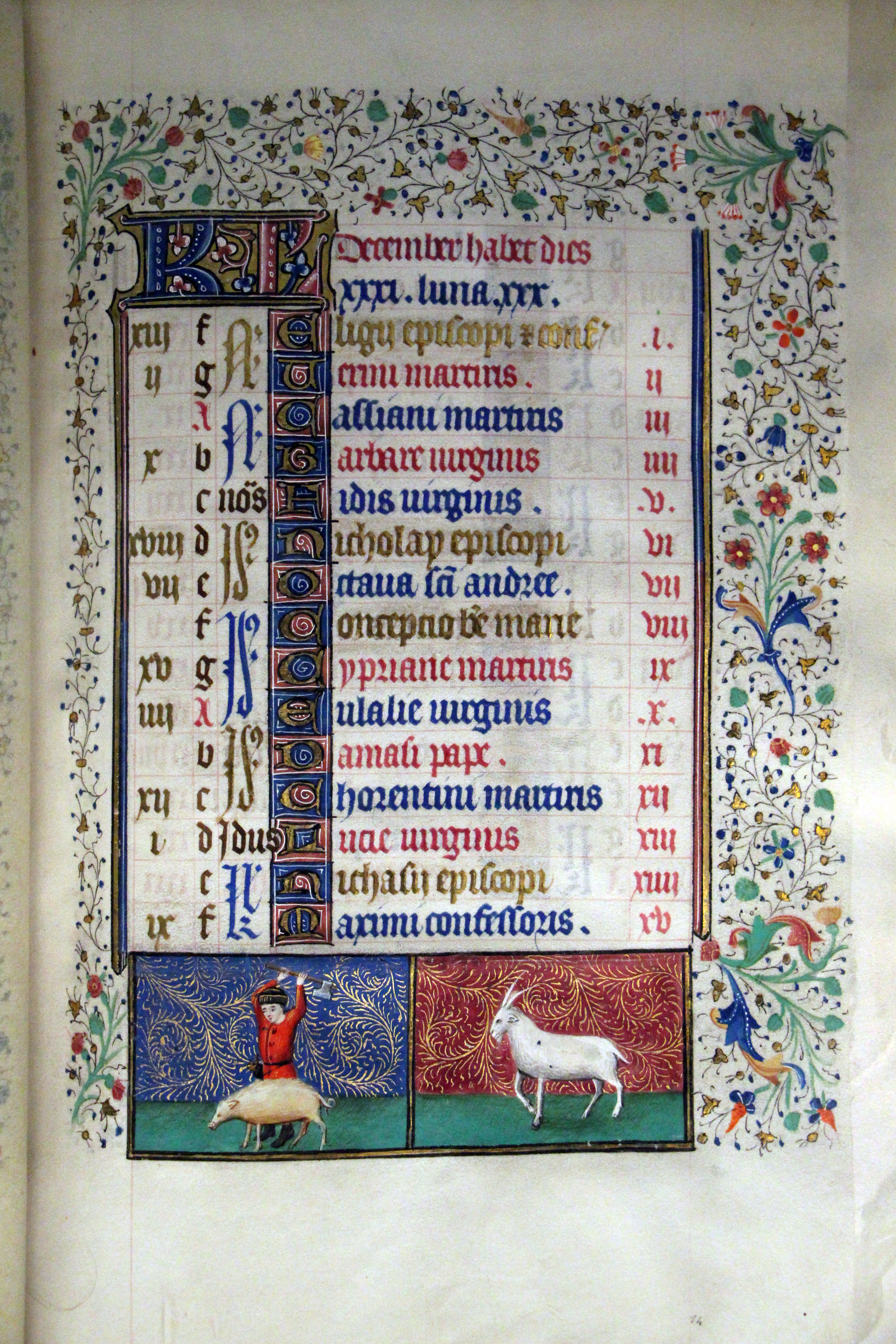
Acquisti e Doni 147, kalenderbladzijde van december.

Het Getijdenboek van Vrelant is een verlucht getijdenboek voor gebruik van Rome dat gemaakt werd in Brugge tussen 1455 en 1460 en nu bewaard wordt in de Biblioteca Medicea Laurenziana in Florence, als Ms. Acquisti e Doni 147.

## Geschiedenis
Het handschrift was waarschijnlijk een huwelijksgeschenk gemaakt in opdracht van een Franse beschermheer. In de linkermarge van f40v is een vrouwelijke figuur in gebed afgebeeld, waarschijnlijk de oorspronkelijke eigenares van het getijdenboek. Op diezelfde bladzijde zijn ook de wapens van de echtelieden afgebeeld en volgens historici zou het gaan om de families van Robert Villetaneuse en Feydeau de Brou. In 1806 schonk de Spaanse infante Maria Luisa het handschrift aan de bibliotheek van Florence, het wordt dan ook soms het getijdenboek van Maria Louisa van Bourbon genoemd.

## Beschrijving
Het handschrift bevat 192 perkamenten folia van 265 bij 175 mm. De tekst is geschreven in het Latijn in een kolom met 17 lijnen per bladzijde in een gotisch schrift. Het manuscript bevat ook teksten geschreven in het Oudfrans.

## Verluchting
Alle bladzijden van het handschrift hebben een florale marge waarin afbeeldingen van dieren, engelen en drôlerieën geschilderd zijn. Het is een van de weinige handschriften die bewaard zijn gebleven waarvan alle pagina’s zijn verlucht. Het bevat 23 volblad miniaturen van de hand van Willem Vrelant. Er zou nog een tweede verluchter uit de school van Jan van Eyck, aan de codex meegewerkt hebben. In de kalender zijn voor elke maand twee kleinere miniaturen geschilderd in de ondermarge van de eerste van de twee bladzijden van elke maand. Een van de miniaturen stelt de werken of genoegens van de maand voor, de andere is een afbeelding van het teken van de dierenriem.